# Vurnary
Vurnary (in russo: Вурна́ры ; in ciuvascio: Вăрнар, Vărnar) è un insediamento di tipo urbano della Russia europea centrale capoluogo del distretto omonimo nella repubblica dei Ciuvasci. Fondata nel 1938 e nel 2021 contava una popolazione di 10.522 abitanti.
Si trova 91 chilometri a sud di Čeboksary.